# Delfín Dalmau

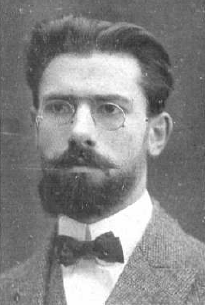
Dalmau hacia 1913

Delfín Dalmau i Gener (Figueras, Gerona, 1891 - Barcelona, 1965) fue un pedagogo y lingüista español.

## Biografía
A los diecisiete años era profesor de la escuela de idiomas Berlitz de Barcelona, más tarde en el colegio Mont d'Or de Vallparadís de Tarrasa. De 1914 a 1917 dio clases de gramática española y francesa en Bahía Blanca. En 1918 fundó el primer Liceo Dalmau de enseñanza media y técnico, que en 1940 transformó en Instituto Belpost de enseñanza por correspondencia. 
Colaboró en diversas publicaciones periódicas y dirigió la revista Clarisme. Políglota, fue un activo esperantista, reconocido internacionalmente, y llegó a redactar la revista Kataluna Esperantisto y presidió la Federación Esperantista Catalana, de la que fue uno de los máximos ideólogos, junto con Federico Pujulà y Vallès. Destaca también en estenógrafo y enseñanza de idiomas. Publicó los primeros dos discos para la enseñanza del catalán con las voces de Pompeu Fabra, Mercè Rodoreda y él mismo, novelas psicológicas y los ensayos presociolingüísticos: Poliglotisme passiu (1936) y Aclariments lingüístics (1962).
Los estudios que Delfín Dalmau engloba bajo el rótulo de pedagogía lingüística se ocupan de cuestiones relacionadas con la interlingüística, la propuesta esperantista, la pedagogía, la sociolingüística y la filosofía del lenguaje. Dalmau siempre estuvo a la vanguardia de la cultura y supo hacer confluir universalismo —la necesidad de una lengua internacional auxiliar— y catalanismo integral, sin fisuras regionalistas ni sumisiones ni renunciamientos (como solía decir) de ningún tipo.
La propuesta de poliglotismo pasivo consiste en cultivar y usar activamente la lengua propia, la lengua vernácula de cada lugar, y conocer con máxima corrección pero solo pasivamente el mayor número posible de otras lenguas, como etapa intermedia entre una situación de imperialismo lingüístico a nivel español y planetario que habría que superar, y el horizonte igualitarista que la asunción del esperanto anuncia.

## Obra escrita

### En catalán
- Seny i atzar. Llibreria Catalònia, Barcelona, 1932.
- Una altra mena d'amor. Edicions Clarisme, Barcelona, 1933.
- Polèmica. Edicions Clarisme, Barcelona, 1934.
- Sinceritat. Imp. Flotats, Tarrassa, 1938.
- Poliglotisme passiu. Publicacions de "La Revista", Barcelona, 1936.
- Aclariments lingüístics. Rafael Dalmau, Editor, Barcelona, 1962.

### En esperanto
- Ilustrita lernolibro de Esperanto. 1938.
- Stenologio kaj stenografio. Barcelona, 1955.
- Dialekto, dialektiko. Editorial Belpost, Barcelona, 1956.
- Esperanta resumo de la stenologio kaj stenografio. Editorial E. Moreno Medrano, Barcelona, 1961.